# ぴんぽんず「最高」川本
ぴんぽんず「最高」川本（ぴんぽんずさいこうかわもと、1971年6月25日 - ）は、東京都出身の俳優、お笑い芸人。

## 人物・経歴
- 田代まさし、最初で最後の弟子[1]。
- 1990年頃、松崎直哉と共にお笑いコンビ「ぴんぽんず」を結成。
- 2008年9月いっぱいでぴんぽんずの活動を停止。その後芸名を川本俊一から現在の芸名に改名。*西口プロレスのリングアナ、西口ドアのCEOとしても活躍。
- 田代の縁で「志村けんのバカ殿様」（フジテレビ）に出演したのをきっかけに演劇に興味を抱き、2008年から山田能龍が主宰し、いとうあさこなどが参加する劇団「山田ジャパン」に所属[2]。2009年から俳優、脚本、演出家としての名前をカワモト文明に改名。2011年から劇団「海賊のように飲む会」を結成、主宰する[1]。

## 出演

### テレビドラマ
- 特救指令ソルブレイン - 牧丘 役
- 信長 KING OF ZIPANGU - 太刀持ち 役
- はぐれ刑事純情派

### 舞台
- 劇団山田ジャパン、および海賊のように飲む会作品